# Яблуниця (курорт)
Яблуни́ця — відомий гірськолижний курорт у Надвірнянському районі Івано-Франківської області між високими вершинами Карпат: Говерла, Довбушанка, Хом'як, Синяк та Петрос.
У межах однойменного села знаходиться один із головних перевалів Українських Карпат — Яблуницький (960 м над рівнем моря). Найвищими вершинами, які оточують Яблуницю, є гори: Діл (1089 м), Довгий Грунь (971 м), Перехрестя (1091 м), Щербанів Верх (1067 м).

## Витяги
В селі є вісім бугельних витягів, під час гірськолижного курортного сезону 2016—2017 років працювали лише три витяга: Коза — 600 м, Коровка — 300 м, Яблуниця — 800 м. На кожному витягу по одній трасі. Вартість одного підйому складала на той час від 20 грн, денної перепустки від 300 гривень. Решта витягів вже декілька сезонів не працює.